# Соколов, Григорий Алексеевич
Григо́рий Алексе́евич Соколо́в — русские имя, отчество и фамилия. Известные носители:
- Соколов, Григорий Алексеевич (1828—1884) — российский священник и духовный писатель.
- Соколов, Григорий Алексеевич (1853—?) — русский купец, личный почётный гражданин[1].